# Prunus chamissoana
Prunus chamissoana är en rosväxtart som beskrevs av Emil Bernhard Koehne. Prunus chamissoana ingår i släktet prunusar, och familjen rosväxter. Inga underarter finns listade i Catalogue of Life.